# Biskupská rezidence v Českých Budějovicích
Biskupská rezidence v Českých Budějovicích je budova v centru Českých Budějovic v Biskupské ulici, ve které sídlí úřad spravující českobudějovickou diecézi. Budova má barokní fasádu, vnitřní uspořádání do rekonstrukce odpovídalo původnímu určení jako školy. V budově sídlí většina úředníků, část provozu je však i nadále v jiných budovách. V patře je byt biskupa se soukromou kaplí Nejsvštější Trojice. K biskupství náleží i Biskupská zahrada. 

## Historie
V roce 1763 začali piaristé stavět rozsáhlý areál, který měl sloužit jako škola, kolej i kostel. Stavitelem byl možná Anselmo Martino Lurago. V roce 1769 byla hotová jižní část budovy, severní byla dokončena až v roce 1780. K dokončení v původně plánovaném rozsahu nedošlo, protože v roce 1785 bylo zřízeno v Českých Budějovicích sídlo nově vzniklé diecéze a tato budova se stala sídlem úřadu biskupství. Na místě plánovaného kostela u Radniční ulice byla po dlouhou dobu nezastavěná parcela využívaná městskými hasiči, teprve v roce 1928 byl k biskupství přistavěn sousední palác Fénix.

### Rekonstrukce
V letech 2019–21 prošla budova zásadní rekonstrukcí, při které byly výrazněji upraveny vnitřní prostory včetně adaptace podkroví.
V podkroví vznikl nový konferenční sál s kapacitou 126 osob (což odpovídá počtu kněží v diecézi k roku 2021)

## Výzdoba
Na fasádě budovy je pamětní deska připomínající biskupa Josefa Hloucha. Uvnitř biskupství se nachází galerie papežů a galerie biskupů. Po rekonstrukci byly do nových prostor umístěny různé historické artefakty. Na schodišti poblíž průjezdu je socha svatého Jana Nepomuckého z umělého kamene. V biskupském křídle se nachází kaple, která je veřejnosti nepřístupná.

## Galerie

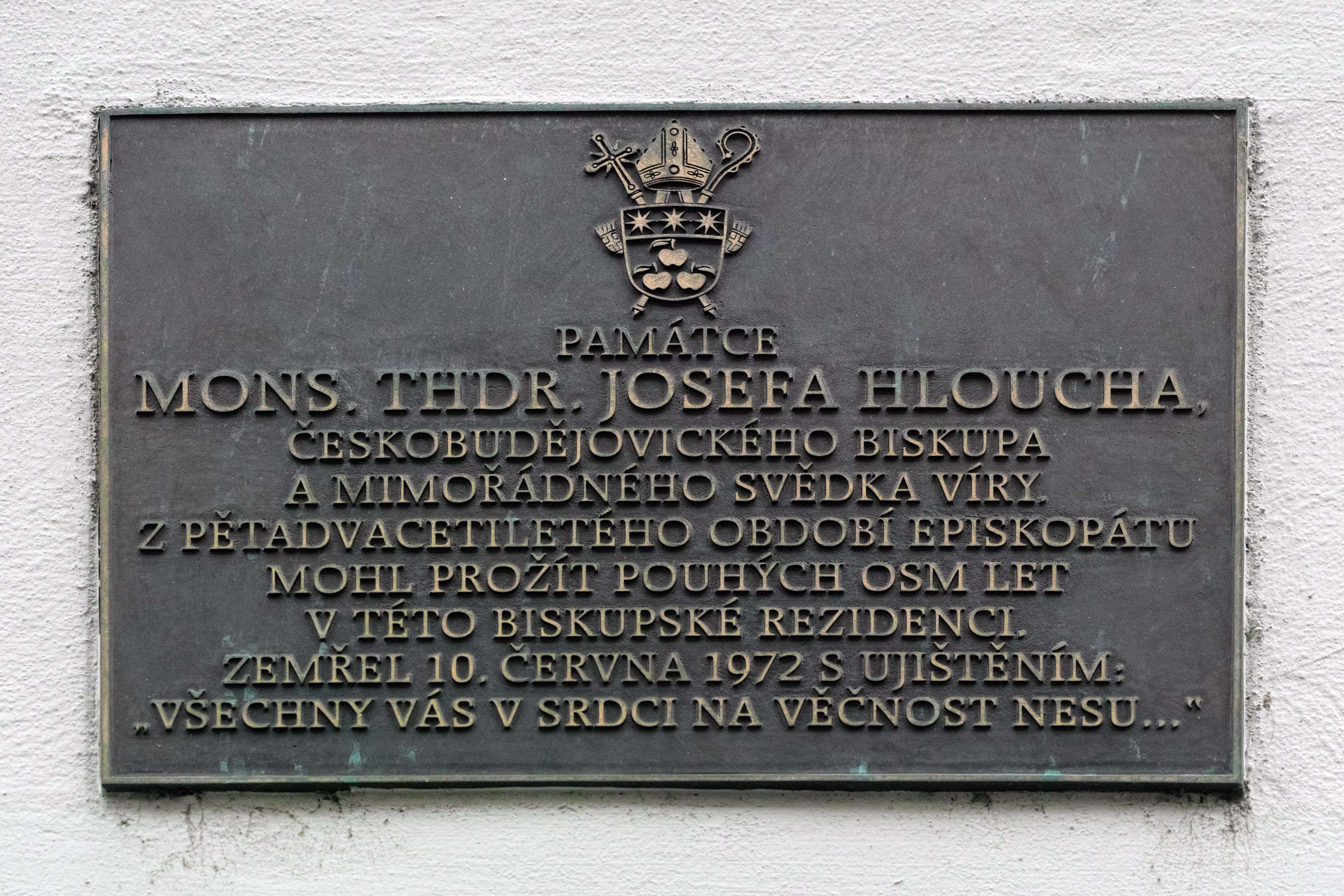
Pamětní deska připomínající biskupa Josefa Hloucha
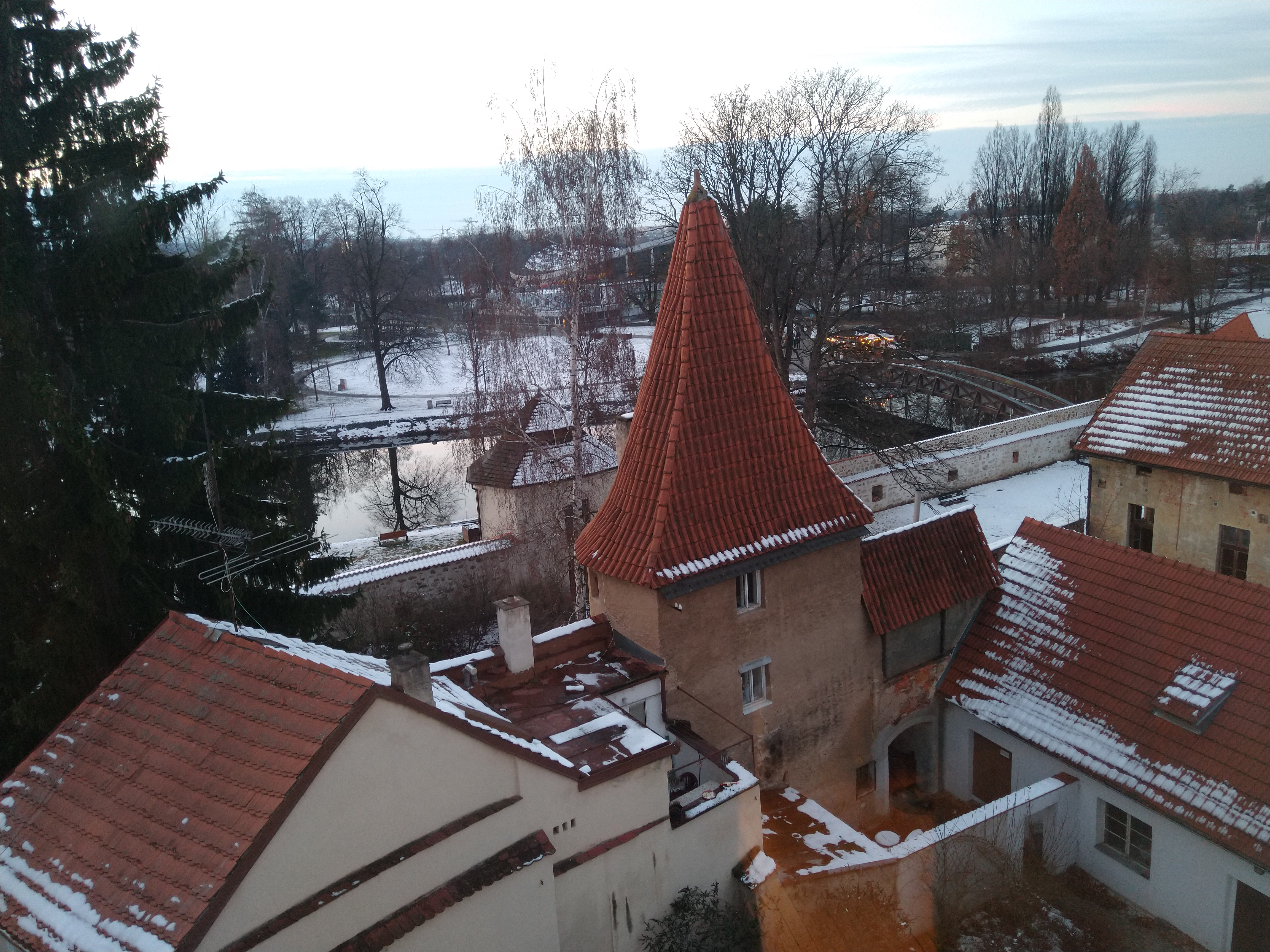
Výhled z biskupství do biskupské zahrady a na Sokolský ostrov
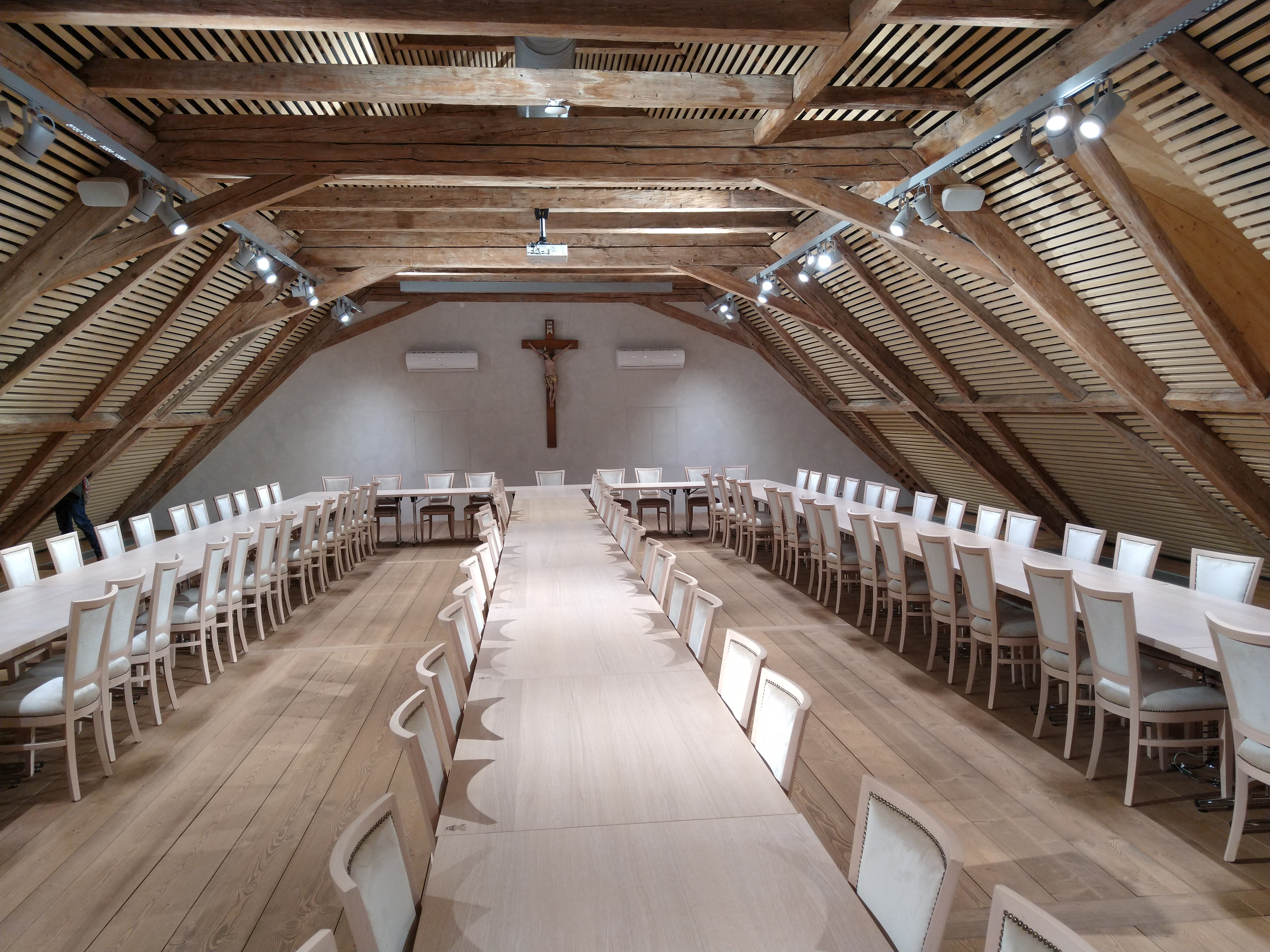
Nový konferenční sál
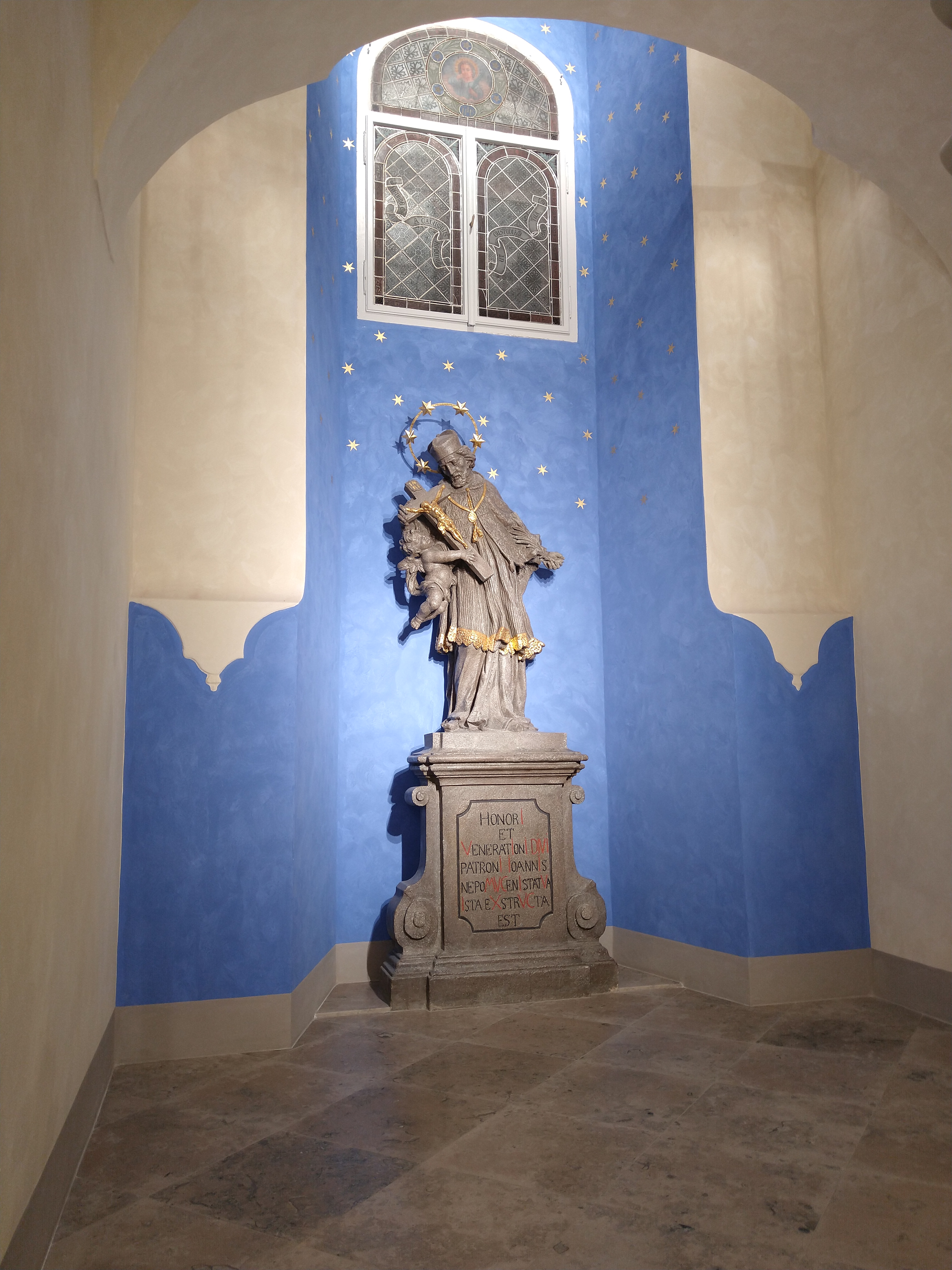
Socha sv. Jana Nepomuckého v interiéru biskupství
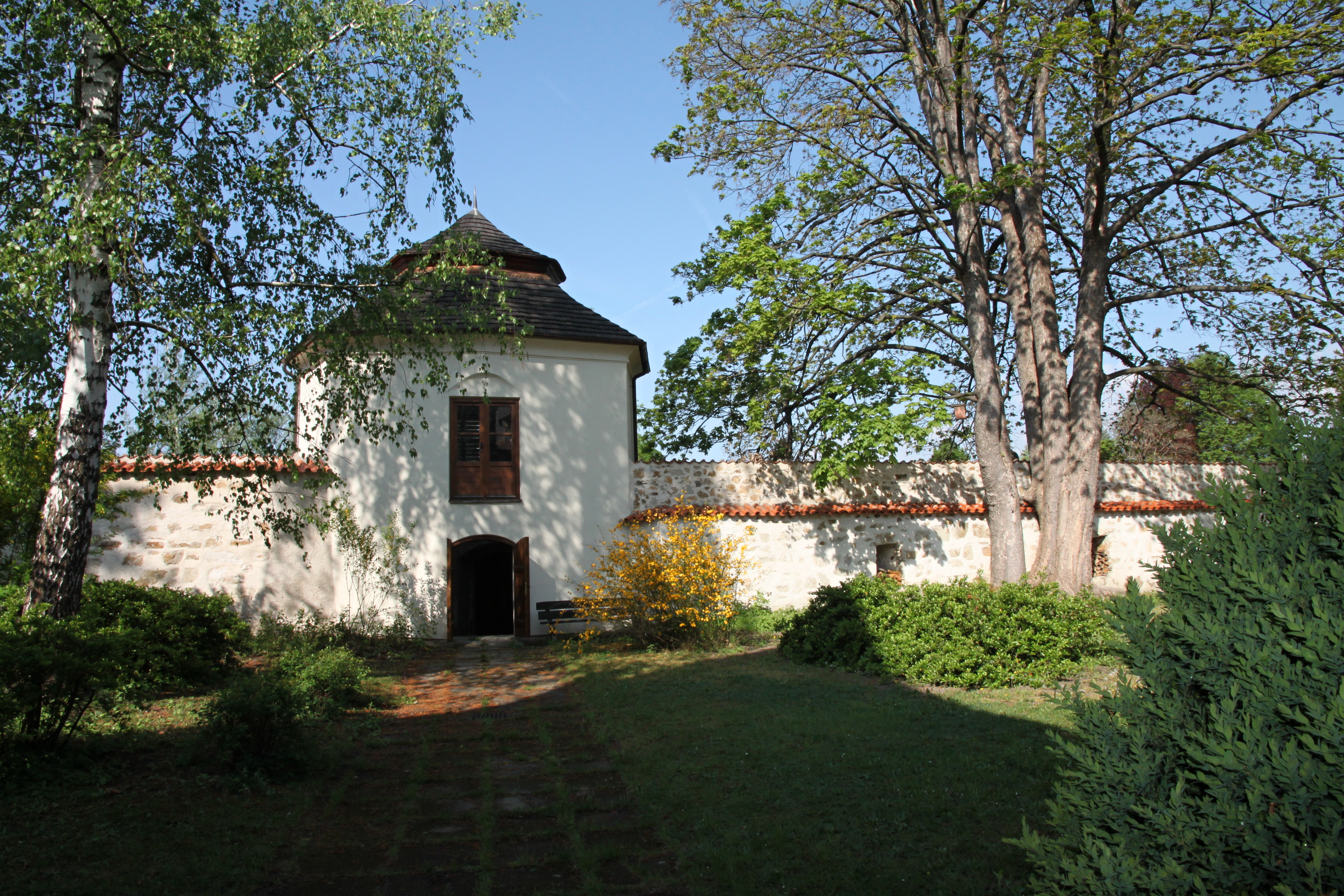
Biskupská zahrada